# Vescomtat de Riés
El vescomtat de Riés fou una efímera jurisdicció feudal de Provença centrada a Riés, on hi havia també un bisbe. Riez estava al nord del vescomtat de Fréjus i del d'Ais de Provença, a l'oest de Sénez, i al sud dels de Digne i Sisteron.
Quan el rei Conrad III de Borgonya va prendre possessió de Provença el 949 hi va nomenar tres comtes als que va associar alguns vescomtes per ajudar-los i per limitar el seu poder. Riez, Digne, Embrun, Glandevez i Senez entre altres haurien tingut vescomtes però en aquests casos no s'ha identificat als nobles o famílies que els van governar.